# Eva Green
Pour les articles homonymes, voir Green.
Ne doit pas être confondu avec Eva Queen.
Eva Green (prononcer /eva gʁeːn/) est une actrice française, née le 6 juillet 1980 à Paris.
Fille de l'actrice Marlène Jobert, Eva Green commence sa carrière par le théâtre avec la pièce Jalousie en trois fax en 2001. Son interprétation lui vaut d'être nommée au Molière de la révélation théâtrale féminine l'année suivante. Davantage attirée par le cinéma, elle accepte un rôle où elle se fait remarquer par la critique pour sa prestation dans Innocents (2003) de Bernardo Bertolucci, dans un « sulfureux ménage à trois » avec Louis Garrel et Michael Pitt.
Elle est choisie en 2005 — dans son premier grand rôle dans une production américaine —, pour interpréter la reine Sibylle de Jérusalem dans le film Kingdom of Heaven, aux côtés d'Orlando Bloom. Elle enchaîne ensuite les superproductions, telles Casino Royale (2006) — où elle interprète la James Bond girl Vesper Lynd — et À la croisée des mondes : La Boussole d'or (2007), qui lui valent le prix du meilleur espoir en 2007 décerné par la BAFTA (face à Emily Blunt, Naomie Harris, Cillian Murphy et Ben Whishaw). Elle poursuit son ascension hollywoodienne avec le film Sin City : J'ai tué pour elle (2014), puis  300 : La Naissance d'un empire (2014) et les films indépendants Dark World (2008), Cracks (2009), Womb (2010), Perfect Sense (2011) et White Bird (2014).
Elle joue également dans des séries télévisées, interprétant Morgane Pendragon dans Camelot (2011) et Vanessa Ives dans Penny Dreadful (de 2014 à 2016). Ce dernier rôle lui apporte d'excellentes critiques et plusieurs récompenses, ainsi qu'une nomination au Golden Globe de la meilleure actrice dans une série télévisée dramatique (2015).
Nouvelle muse du réalisateur Tim Burton, elle tourne à trois reprises sous sa direction : dans les films Dark Shadows (2012), Miss Peregrine et les Enfants particuliers (2016) et Dumbo (2019).
Elle retourne dans une production française en 2019 avec Proxima d'Alice Winocour, pour lequel elle obtient sa première nomination au César de la meilleure actrice, avant d'incarner, en 2023, Milady dans une nouvelle adaptation des Trois Mousquetaires.

## Biographie

### Jeunesse et formation
Eva Green est née le 6 juillet 1980 à Paris,, et est la fille de l’actrice française Marlène Jobert et du Dr Walter Green, chirurgien-dentiste franco-suédois exerçant dans le 16e arrondissement de Paris, qui a été acteur dans sa jeunesse (Au hasard Balthazar de Robert Bresson),. Elle a une sœur jumelle dizygote (plus jeune de quelques minutes), Joy, qui est éleveuse de chevaux et mariée à Niccolò Marzichi Lenzi (it), producteur de chianti à Bolgheri, en Toscane, issu d'une vieille famille de noblesse florentine,,.
Par son père Walter Green, Eva Green est l'arrière-petite-fille du compositeur français Paul Le Flem,,, l'arrière-petite-nièce du sénateur Pierre Even, l'arrière-petite-fille de la photographe suédoise Mia Green (en), la nièce de l’actrice Marika Green et du chef opérateur autrichien Christian Berger et, par sa mère, la cousine des actrices et chanteuses Elsa Lunghini et Joséphine Jobert. Elle a ainsi des origines suédoises et bretonnes par son père et des origines pieds-noires et juives séfarades par sa mère, née en Algérie française.
Elle est juive, tout comme sa mère, d'origine séfarade ; elle se décrit comme étant « une Juive laïque n'ayant jamais été dans une synagogue dans son enfance », se sentant « comme une citoyenne du monde ».
Elle décrit sa famille comme « bourgeoise » et explique que sa sœur jumelle et elle sont très différentes : elle ayant toujours été plutôt « artiste et la tête dans les nuages » alors que Joy est assez « discrète et cartésienne ». Eva Green a les cheveux de couleur blond foncé, mais elle les teint en brun foncé depuis l'âge de 15 ans.
Son nom de famille est d'origine suédoise et se prononce /gʁeːn/ (« gréén »), ce qui signifie « branche [d’un arbre] »),. Cependant, c'est avec la prononciation anglaise de son nom qu'elle est connue : /ɡʁin/ (« grine »).
Eva Green grandit avec sa sœur près du parc Monceau, dans le 17e arrondissement de Paris. Elle est élève de l'École internationale bilingue, puis du lycée Fénelon Sainte-Marie, elle est ensuite scolarisée un an à l’American School of Paris, après quoi elle entame une formation théâtrale en suivant les cours d'Eva Saint-Paul à Paris pendant deux ans et demi ; et enfin ceux de la Webber Douglas Academy of Dramatic Art à Londres.
Remarquée pour sa grande capacité de travail, bien qu'étant une élève réservée, elle arrête cependant ses études à 16 ans. Après s'être rêvée égyptologue (à la suite d'une visite au Louvre à l’âge de 7 ans), elle change d'avis, à 14 ans, après avoir vu la prestation d'Isabelle Adjani dans L'Histoire d'Adèle H..
Sa mère pensait qu'une carrière d'actrice ne conviendrait pas à la sensibilité de sa fille, mais elle soutiendra plus tard son projet. Après sa formation théâtrale à la Webber Douglas Academy of Dramatic Art, Eva Green retourne à Paris où elle joue dans plusieurs pièces. Elle annonce avoir, pendant ses études, « toujours choisi les rôles des personnages mauvais » parce que « c'est un excellent moyen de canaliser ses émotions »[réf. nécessaire].

### Révélation critique (2001-2004)
Son premier rôle sur une scène de théâtre, en 2001, dans Jalousie en trois fax d'Esther Vilar, mise en scène par Didier Long au Petit Théâtre de Paris, lui vaut une nomination pour le Molière de la révélation théâtrale féminine en 2002. Sa participation, cette même année, au Turcaret mis en scène par Gérard Desarthe, est si éprouvante qu'elle abandonne le théâtre, elle y est néanmoins remarquée par Bernardo Bertolucci. Dès lors, elle choisit de se concentrer exclusivement sur la partie cinématographique de sa carrière.
En 2001, elle apparaît brièvement comme silhouette dans La Pianiste de Michael Haneke, aux côtés de Benoît Magimel.
C'est en 2003, qu'elle commence réellement sa carrière cinématographique, en jouant le rôle d'Isabelle dans Innocents, de Bertolucci. Sa prestation, décrite par ce dernier comme : « si belle que c'en est indécent », lui vaut des éloges et un début de notoriété, notamment pour les scènes où elle apparaît nue et qu'elle surmonte. Eva Green précise que Bertolucci lui semble « manipulateur », mais dans un but créatif, non intrusif. En comparant avec son précédent travail pour la scène, elle indique qu'en jouant devant une caméra, elle est « un instrument de musique obéissant à un chef d'orchestre » sur certaines scènes et qu'au cinéma « on doit laisser place à l'improvisation ».
Elle apparaît ensuite dans la superproduction Arsène Lupin, en 2004. Ses projets suivants sont surtout des productions britanniques et américaines.

### Percée à Hollywood (2005-2007)

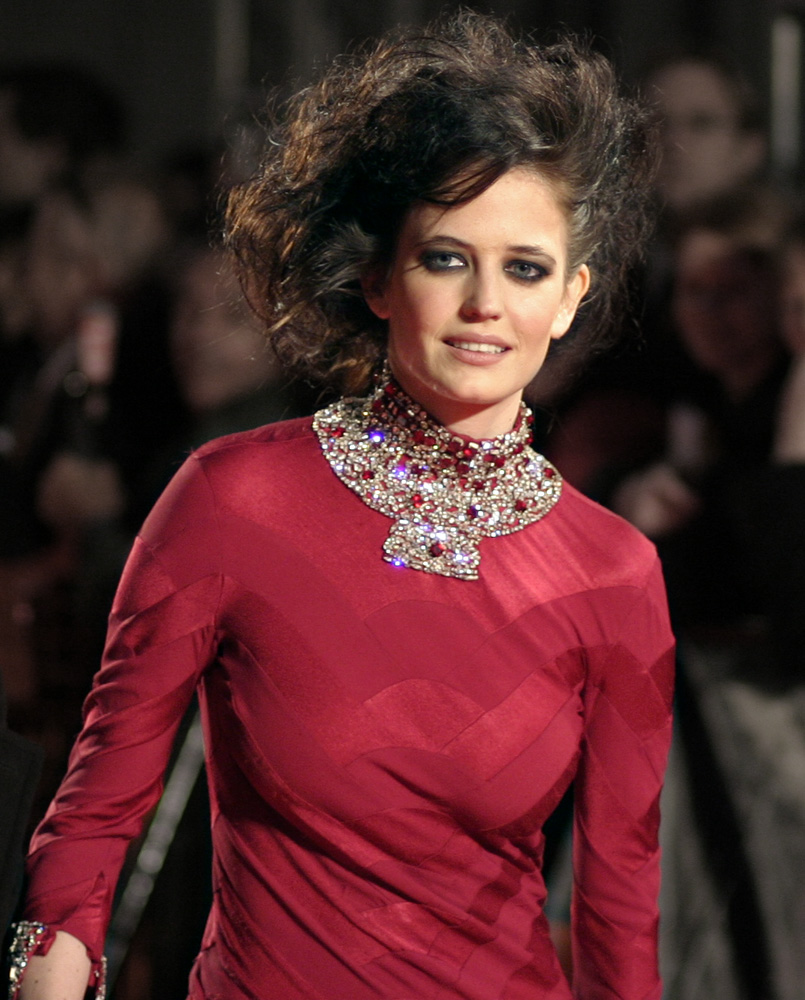
L'actrice aux BAFTA Awards 2007, à la London's Royal Opera House, où elle est élue révélation de l'année dans Casino Royale.

L'année suivante, elle fait une entrée remarquée à Hollywood, en décrochant le premier rôle féminin de la fresque historique et religieuse Kingdom of Heaven, de Ridley Scott, dans lequel elle prête ses traits à la reine Sibylle de Jérusalem. Bien que nombre de ses scènes aient été coupées au montage (pour être rétablies dans la version director's cut), sa prestation est une nouvelle fois saluée.
À cette époque, elle manque des rôles dans d'autres films remarqués (du fait de son engagement sur le tournage du film de Scott), comme : The Constant Gardener de Fernando Meirelles (qu'elle avait pourtant rencontré), ainsi que Le Dahlia noir de Brian De Palma, dont elle refusa également le rôle parce qu'elle ne souhaitait pas être cataloguée comme « femme fatale ». Kingdom of Heaven est un échec en salles, mais lui confère néanmoins le statut d’« actrice à suivre ».
En 2006, elle confirme avoir été choisie, grâce à ses prestations dans Innocents et dans Kingdom of Heaven, pour interpréter Vesper Lynd, la principale James Bond girl de Casino Royale, dans lequel le personnage principal est interprété par Daniel Craig, un acteur encore inconnu à l'international.
Pourtant, un an avant le début du tournage, elle refuse de participer à l'audition, mais passe une « audition à l'aveugle » (sans texte), puis est invitée à Prague pour une seconde audition, quelques jours seulement avant d'entamer le tournage. On[style à revoir] lui présente alors une nouvelle version du script, qu'elle préfère et qui lui fait accepter de rejoindre le projet. Le studio a cependant des doutes quant à son accent français, son personnage étant d'origine anglaise, Eva Green doit donc travailler son accent pour le rôle. Le film est un grand succès critique et commercial et lui vaut plusieurs récompenses.
En 2007, elle enchaîne avec un autre blockbuster : À la croisée des mondes : La Boussole d'or de Chris Weitz, pour lequel elle retrouve Daniel Craig, avant de s'engager dans un cinéma indépendant et plus risqué.

### Cinéma indépendant et européen (2008-2010)

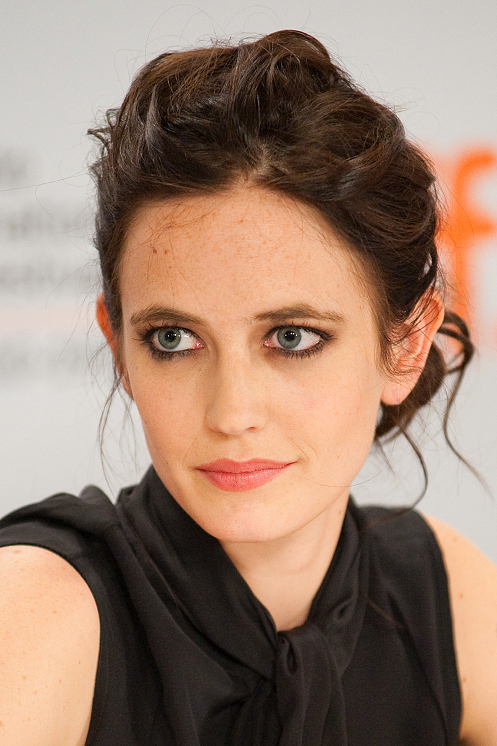
Eva Green au Festival international du film de Toronto 2009.

En 2008, elle joue dans Dark World (Franklyn), un film fantastique dans lequel elle donne la réplique à Ryan Phillippe et Sam Riley à travers deux rôles différents, puis, l'année suivante, elle se voit offrir le rôle principal de Cracks, première réalisation de Jordan Scott (la fille de Ridley Scott). Elle y incarne une professeure mythomane, dont l'influence sur ses élèves est contestée par une nouvelle venue.
Elle était pressentie pour interpréter Tania dans Un secret, de Claude Miller, mais ce dernier engage finalement Cécile de France pour ce rôle, en raison de sa ressemblance physique et de sa proximité avec le personnage.
En 2010, elle est remplacée par Diane Kruger sur le tournage d'Adieux à la reine de Benoît Jacquot, dans lequel elle devait jouer Marie-Antoinette.
Elle poursuit néanmoins son exploration du cinéma européen, avec deux drames mêlant romance et science-fiction réaliste : en 2010, la coproduction franco-germano-hongroise Womb, de Benedek Fliegauf et, en 2011, le long-métrage britannico-dano-suédois Perfect Sense, de David Mackenzie.

### Retour à Hollywood et télévision (2011-2016)

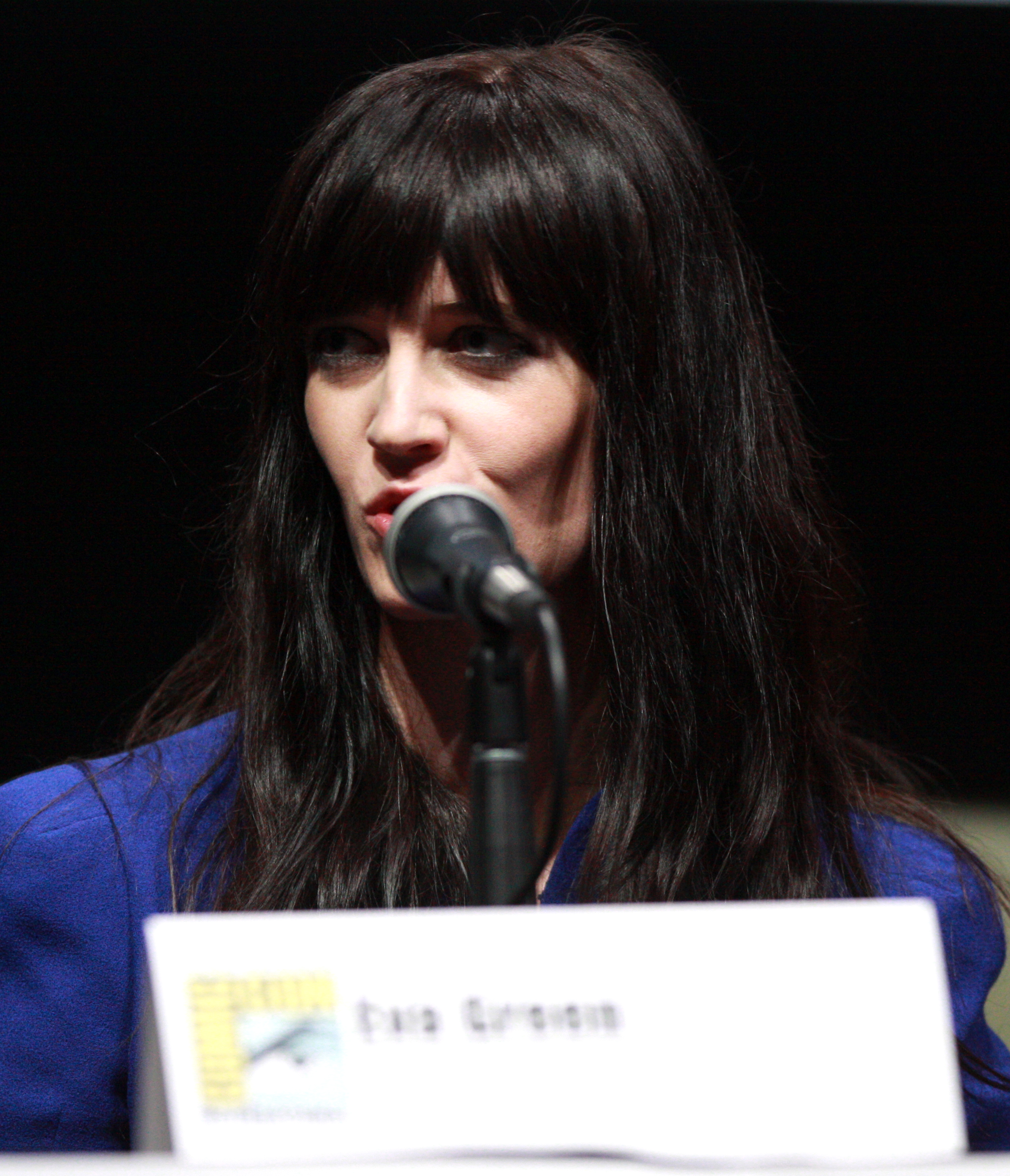
L'actrice au San Diego Comic-Con 2013, pour la promotion de 300 : La Naissance d'un Empire.

Elle revient ensuite à Hollywood, mais, cette fois, à la télévision ; en 2011, elle interprète Morgane, dans la nouvelle adaptation du cycle arthurien qu'est Camelot. Après la diffusion du pilote de la série, les critiques sont prometteuses à son égard, alors même qu'elle y joue aux côtés de comédiens tels que Joseph Fiennes, Claire Forlani ou Sebastian Koch. La série est néanmoins arrêtée, faute d'audience, au terme de la diffusion d'une unique saison de 10 épisodes, par la chaîne câblée Starz.
L'actrice prépare déjà son retour au grand écran et ce, devant la caméra de Tim Burton, où elle incarne la sorcière Angelique Bouchard Collins (en), dans la comédie horrifique Dark Shadows. Cette adaptation de la série éponyme est un échec critique et déçoit commercialement, mais la prestation de l'actrice est à nouveau remarquée.
L'année 2014 s'avère particulièrement riche pour elle, avec près de quatre films et une nouvelle tentative télévisuelle.
Elle est d'abord l'héroïne de 300 : La Naissance d'un Empire, de Noam Murro, blockbuster fantastique, dans lequel elle incarne la puissante et impitoyable guerrière Artémise Ire. Elle participe ensuite à une autre suite, très attendue et basée sur un autre roman graphique de Frank Miller : Sin City : J'ai tué pour elle, de Robert Rodriguez, pour qui elle prête ses traits à la vénéneuse Ava Lord.
Elle livre parallèlement des performances plus intimistes : d'abord dans le drame indépendant américain White Bird, de Gregg Araki, dans lequel elle joue une mère portée disparue ; puis en incarnant une jeune veuve, dans le western danois The Salvation, de Kristian Levring, qui marque ses retrouvailles avec Mads Mikkelsen.
Mais c'est à la télévision qu'elle livre une performance acclamée par la critique : la chaîne Showtime lui fait en effet à nouveau confiance, avec un rôle plus développé : celui d'une autre figure mystérieuse et douée de pouvoirs paranormaux, Vanessa Ives (en), dans la série fantastique Penny Dreadful, qui fait apparaître des figures emblématiques de la littérature anglaise tels que Victor Frankenstein et Dorian Gray ; elle y joue aux côtés de Josh Hartnett et Timothy Dalton. Elle a aussi l'occasion de travailler avec John Logan et Sam Mendes, respectivement scénariste et réalisateur des deux derniers James Bond, qui officient ici en tant que, respectivement, showrunner et producteur.

À l'occasion du Festival de Cannes 2014, elle apparaît dans Le Grand Journal de Canal+ et déclare qu'il s'agissait sans doute du rôle le plus complexe de sa carrière. La série est un succès tant critique que commercial et se trouve renouvelée pour une deuxième, puis une troisième saison, diffusées respectivement au cours des printemps 2015 et 2016.

### Retour en Europe (depuis 2016)

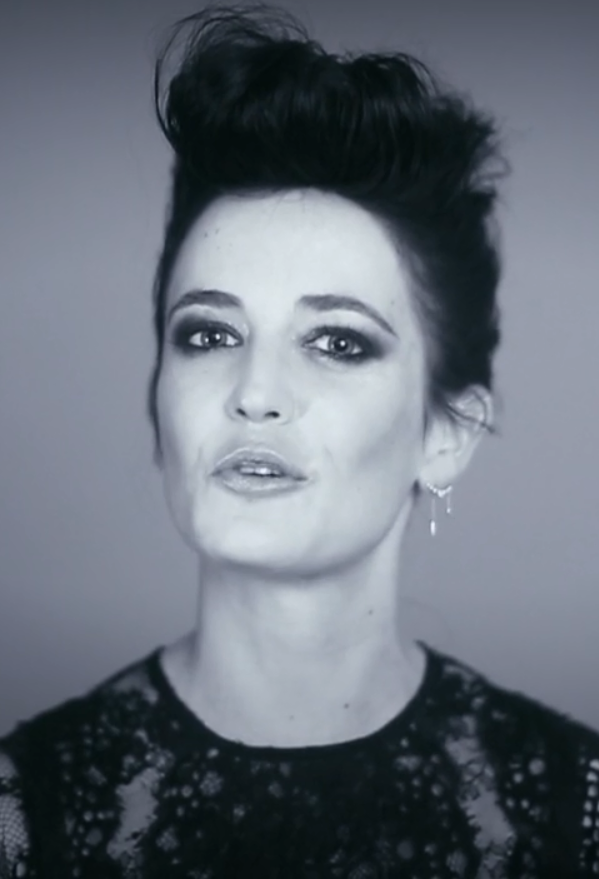
L'actrice en juin 2018, pour la marque L'Oréal.

En 2016, la carrière d'Eva Green prend un véritable tournant, avec le rôle de Miss Peregrine et les Enfants particuliers, une adaptation du roman éponyme par le cinéaste Tim Burton, avec qui elle signe ici sa deuxième collaboration. Pour ce rôle, elle renoue avec l'aspect gothique qui avait fait sa renommée et s'inspire, pour son interprétation, du personnage de Mary Poppins. C'est la première fois, dans sa carrière, qu'elle tourne avec de jeunes acteurs puisqu'en effet, Asa Butterfield, Ella Purnell et Pixie Davies (qui incarnent les rôles principaux), sont respectivement âgés de 19, 20 et 10 ans.
En 2016, après avoir tourné en Allemagne (Région de Munich) Euphoria, troisième film de Lisa Langseth, l'opposant à Alicia Vikander, elle évolue dans un long-métrage français sous la direction de Roman Polanski, dans le thriller D'après une histoire vraie, où elle a pour partenaire Emmanuelle Seigner. Malgré une présentation au Festival de Cannes 2017, le film reçoit des critiques très mitigées et constitue l'un des flops de l'année 2017, réunissant à peine 100 000 spectateurs.
Au début de cette même année, la réalisatrice britannique Chanya Button (Burn, Burn, Burn) s’apprête à réunir Gemma Arterton et Eva Green dans Vita and Virginia, un film racontant la relation amicale et amoureuse entre Virginia Woolf et Vita Sackville-West, dont le tournage doit commencer au printemps ; cependant, Eva Green refuse finalement de se joindre au projet et est remplacée par Elizabeth Debicki.
Deux ans plus tard, elle retrouve le réalisateur britannique Tim Burton sur le tournage d'une nouvelle adaptation du film d'animation Dumbo. Elle y incarne une jeune trapéziste française, aux côtés des acteurs Colin Farrell, Michael Keaton, et Danny DeVito. Pour l'actrice, le rôle implique un défi physique : bien qu'ayant le vertige, elle déclare avoir été amenée à faire des cascades et des acrobaties. Finalement, elle s'entraîne pendant plusieurs mois au trapèze et à la roue.
La même année, elle opère un retour très remarqué au sein du cinéma français, en tenant le rôle principal dans  Proxima, drame de la réalisatrice Alice Winocour. Elle y interprète une spationaute qui s'apprête à partir en mission et doit laisser sa fille sur Terre. Pour ce rôle, elle suit un entraînement intensif de plusieurs mois pour incarner le personnage. Grâce à ce film, elle obtient des nominations aux Lumière et César de la meilleure actrice. C'est la première fois qu'elle est nommée à chacune de ces cérémonies.
À partir de la nouvelle décennie, Eva Green commence de plus en plus à partager sa carrière entre productions françaises et américaines. Elle devait jouer, en 2020, dans un film intitulé A Patriot, de Dan Pringle, avec Helen Hunt et Charles Dance, duquel elle était également coproductrice ; mais le projet a été abandonné et un procès a été engagé entre Green et la maison de production White Lantern. Le 28 avril 2023, elle obtient gain de cause.
En revanche, sa participation à la superproduction française en deux parties Les Trois Mousquetaires : D'Artagnan et Les Trois Mousquetaires : Milady se confirme ; elle est réalisée par le cinéaste Martin Bourboulon, qui commence à bénéficier d'une certaine reconnaissance depuis Eiffel. Nouvelle adaptation française de l'œuvre d'Alexandre Dumas, l'actrice y tient le rôle de l'antagoniste Milady de Winter. Le tournage du film débute à Saint-Malo en septembre 2021 et se poursuit jusqu'en mai 2022,. Elle joue aux côtés de François Civil, Romain Duris, Pio Marmaï, Vincent Cassel et Lyna Khoudri. Connue pour sa justesse de jeu et son fort investissement, l'actrice française travaille en étroite collaboration avec Martin Bourboulon pour davantage développer le personnage de Milady de Winter. Ainsi, elle confie que « les scénarios l'ont aussi rendue beaucoup plus guerrière. Elle a de vraies scènes de combat où elle apparaît plus forte que les autres. La Milady de Martin Bourboulon a voyagé dans beaucoup de pays, notamment en Asie. Elle a des façons de se battre différentes de celles des mousquetaires, proches de ce qu'on peut voir dans Tigre et Dragon. Son look va avec tout ça. ».  Peu de temps après, elle retrouve Vincent Cassel sur le tournage de la série policière Liaison.
Avant de revenir au cinéma français, Eva Green incarne une créatrice de mode enfantine atteinte de troubles psychologiques dans le thriller irlandais Nocebo, nouvelle réalisation du cinéaste Lorcan Finnegan après son film Vivarium avec l'acteur américain Jesse Eisenberg. Elle y interprète un rôle charismatique, aux côtés du comédien britannique Mark Strong, grand habitué du genre ; ce rôle lui permet de poursuivre son exploration du genre horrifique, face à l'actrice Chai Fonacier (en) dans le rôle d'une mystérieuse nanny (en) philippine et guérisseuse traditionnelle, dans un plaidoyer sensible contre le capitalisme sauvage, le néocolonialisme et l'aveuglement spirituel moderne,.
En 2024 — seize ans après Casino Royale — elle travaille à nouveau avec Martin Campbell, pour Dirty Angels, qui se déroule pendant le retrait des troupes d'Afghanistan en 2021.

### Vie privée
Dans les années 2010, Eva Green partage son temps entre Paris et Londres.
Elle estime « toxique d’afficher sa vie privée » et défend sa réserve sur ses partenaires dans la vie. De 2001 à 2002, elle entretient une liaison avec l'acteur français Yann Claassen,. En 2005, elle rencontre l’acteur néo-zélandais Marton Csokas sur le tournage de Kingdom of Heaven. Celui-ci interprète le rôle du mari du personnage de l’actrice. Ils vivent alors en couple jusqu’en 2009. Au sujet de leur séparation, l’actrice évoque la « difficulté de maintenir une relation lorsqu’on est accaparé par les tournages ».
La presse britannique lui prête une relation avec Tim Burton à partir de décembre 2015, soit un an après la rupture du cinéaste avec son ancienne muse et compagne Helena Bonham Carter. Eva Green dément cette rumeur.

### Collaborations avec des marques
Eva Green représente la marque de vêtements Emporio Armani, pour la collection printemps-été 2005. À partir de 2007, elle est l'égérie du parfum Poison de Dior. En 2014, elle est présente dans une publicité pour la marque L'Oréal : une affiche où elle apparaît est accrochée un temps sur la façade du Palais des festivals, à Cannes.
À partir de cette année-là, elle représente également la marque de liqueur Campari. Elle est, en outre, ambassadrice de la marque de stylos Montblanc.
En 2018, elle présente le SUV électrique I-Pace dans une publicité télévisuelle pour Jaguar.

## Filmographie

### Cinéma

#### Années 2000
- 2001 : La Pianiste de Michael Haneke : la petite amie de Walter Klemmer
- 2003 : Innocents (The Dreamers) de Bernardo Bertolucci : Isabelle
- 2004 : Arsène Lupin de Jean-Paul Salomé : Clarisse de Dreux-Soubise
- 2005 : Kingdom of Heaven de Ridley Scott : Sibylle de Jérusalem
- 2006 : Casino Royale de Martin Campbell : Vesper Lynd
- 2007 : À la croisée des mondes : La Boussole d'or (His Dark Materials: The Golden Compass) de Chris Weitz : Serafina Pekkala
- 2008 : Dark World (Franklyn) de Gerald McMorrow : Emily / Sally
- 2009 : Cracks de Jordan Scott : Miss G

#### Années 2010
- 2010 : Womb de Benedek Fliegauf : Rebecca
- 2011 : Perfect Sense de David Mackenzie : Susan
- 2012 : Dark Shadows de Tim Burton : Angélique Bouchard
- 2014 : 300 : La Naissance d'un Empire (300: Rise of an Empire) de Noam Murro : Artémise Ire
- 2014 : The Salvation de Kristian Levring : Madelaine
- 2014 : White Bird (White Bird in a Blizzard) de Gregg Araki : Eve Connor
- 2014 : Sin City : J'ai tué pour elle (Sin City : A Dame to Kill For) de Robert Rodriguez : Ava Lord
- 2016 : Miss Peregrine et les Enfants particuliers (Miss Peregrine's Home for Peculiar Children) de Tim Burton : Miss Peregrine
- 2017 : D'après une histoire vraie de Roman Polanski : Elle
- 2017 : Euphoria de Lisa Langseth : Émilie
- 2019 : Dumbo de Tim Burton : Collette Marchant
- 2019 : Proxima d'Alice Winocour : Sarah

#### Années 2020
- 2022 : The Nocebo Effect (Nocebo) de Lorcan Finnegan : Christine
- 2023 : Les Trois Mousquetaires : D'Artagnan de Martin Bourboulon : Milady de Winter
- 2023 : Les Trois Mousquetaires : Milady de Martin Bourboulon : Milady de Winter
- 2024 : Dirty Angels de Martin Campbell : Jake
- 2025 : Diamond Shitter d'Antonia Campbell-Hughes
- 2025 : Blood on Snow de Cary Fukunaga

### Télévision
- 2011 : Camelot, créée par Chris Chibnall et Michael Hirst (série télévisée) : Morgane
- 2014-2016 : Penny Dreadful, créée par John Logan (série télévisée) : Vanessa Ives
- 2020 : The Luminaries, créée par Eleanor Catton, réalisé par Claire McCarthy (mini-série télévisée) : Lydia Wells
- 2023 : Liaison, créée par Virginie Brac, réalisée par Stephen Hopkins (mini-série télévisée) : Alison Rowdy

### Jeux vidéo
- 2008 : 007: Quantum of Solace : Vesper Lynd (voix)

### Publicité
- 2007 : Midnight Poison, Dior[58]
- 2015 : L'Oréal Professionnel, L'Oréal

## Théâtre
- 2001 : Jalousie en trois fax d'Esther Vilar, mise en scène Didier Long, Petit Théâtre (Paris)
- 2002 : Turcaret ou le Financier d'Alain-René Lesage, mise en scène Gérard Desarthe, Maison de la culture de Loire-Atlantique Nantes, MC93 Bobigny, Théâtre des Célestins, Théâtre du Nord

## Livres audio
- Les Sorcières de la rue des tempêtes de Marlène Jobert, lu par Marlène Jobert et Eva Green, illustrations Frédéric Pillot, Contes et légendes jeunesse, 2018
- Le Livre de la jungle de Rudyard Kipling, lu par Marlène Jobert et Eva Green, illustrations Hervé Le Goff, musique Jean-François Leroux, Contes et légendes jeunesse, 2019
- La Belle et la Bête, lu par Marlène Jobert et Eva Green, illustrations Eric Puybaret, Glénat Jeunesse, 2020

## Distinctions
Sauf indication contraire, les informations mentionnées dans cette section peuvent être confirmées par la base de données cinématographiques IMDb,  présente dans la section « Liens externes ».

### Récompenses
- BAFTA Awards 2007 : Rising Star Awards pour Casino Royale
- Empire Awards 2007 : meilleur espoir féminin pour Casino Royale
- Fangoria Chainsaw Award 2016 : meilleure actrice dans une série télévisée pour Penny Dreadful

### Nominations
- Molières 2002 : Molière de la révélation théâtrale féminine pour Jalousie en trois fax
- Prix du cinéma européen 2004 : meilleure actrice pour Innocents
- Teen Choice Awards 2005 :
  - meilleure scène d'amour pour Kingdom of Heaven, nomination partagée avec Orlando Bloom
  - meilleur baiser pour Kingdom of Heaven, nomination partagée avec Orlando Bloom
- Golden Schmoes Awards 2006 : meilleure distribution de l'année pour Casino Royale
- Irish Film and Television Awards 2007 : meilleure actrice internationale pour Casino Royale
- National Movie Awards 2007 : meilleure actrice pour Casino Royale
- Saturn Awards 2007 : meilleure actrice dans un second rôle pour Casino Royale
- Satellite Awards 2014 : meilleure actrice dans une série télévisée dramatique pour Penny Dreadful
- Critics' Choice Television Awards 2015 : meilleure actrice dans une série télévisée dramatique pour Penny Dreadful
- Chlotrudis Awards 2015 : meilleure actrice dans un second rôle pour White Bird
- Fangoria Chainsaw Award 2015 : meilleure actrice dans une série télévisée pour Penny Dreadful
- Jupiter Awards 2015 : meilleure actrice internationale pour Sin City : J'ai tué pour elle
- Russian National Movie Awards 2015 : meilleure actrice étrangère de l'année
- Critics' Choice Television Awards 2016 : meilleure actrice dans une série télévisée dramatique pour Penny Dreadful
- Gold Derby Awards 2016 : meilleure actrice dans une série télévisée dramatique pour Penny Dreadful
- Golden Globes 2016 : meilleure actrice dans une série télévisée dramatique pour Penny Dreadful
- Fangoria Chainsaw Awards 2017 : meilleure actrice dans une série télévisée pour Penny Dreadful
- Teen Choice Awards 2017 : meilleure actrice dans un film fantastique pour Miss Peregrine et les Enfants particuliers
- Prix Lumières 2020 : meilleure actrice pour Proxima
- César 2020 : meilleure actrice Proxima

## Voix francophones
En version française, Eva Green a assuré le doublage d'une partie de ses rôles au début de sa carrière. Ainsi, elle se double elle-même dans Cracks, Kingdom of Heaven, Casino Royale, À la croisée des mondes : La Boussole d'or et Dark Shadows.
Parmi les actrices qui l'ont doublée, Marie-Laure Dougnac la double à quatre reprises dans Camelot, White Bird, Sin City : J'ai tué pour elle et D'après une histoire vraie tandis que Stéphanie Hédin et Marie-Eugénie Maréchal la doublent à deux reprises. La première lui prête sa voix dans Penny Dreadful et Miss Peregrine et les Enfants particuliers pendant que la seconde, qui l'avait doublée une première fois dans 300 : La Naissance d'un empire, la retrouve en 2022 dans The Nocebo Effect.
À titre exceptionnel, Christine Paillard est sa voix dans Dark World, Nathalie Hugo dans Perfect Sense et Julie Cavanna dans Dumbo.